# Matt Walsh (Journalist)

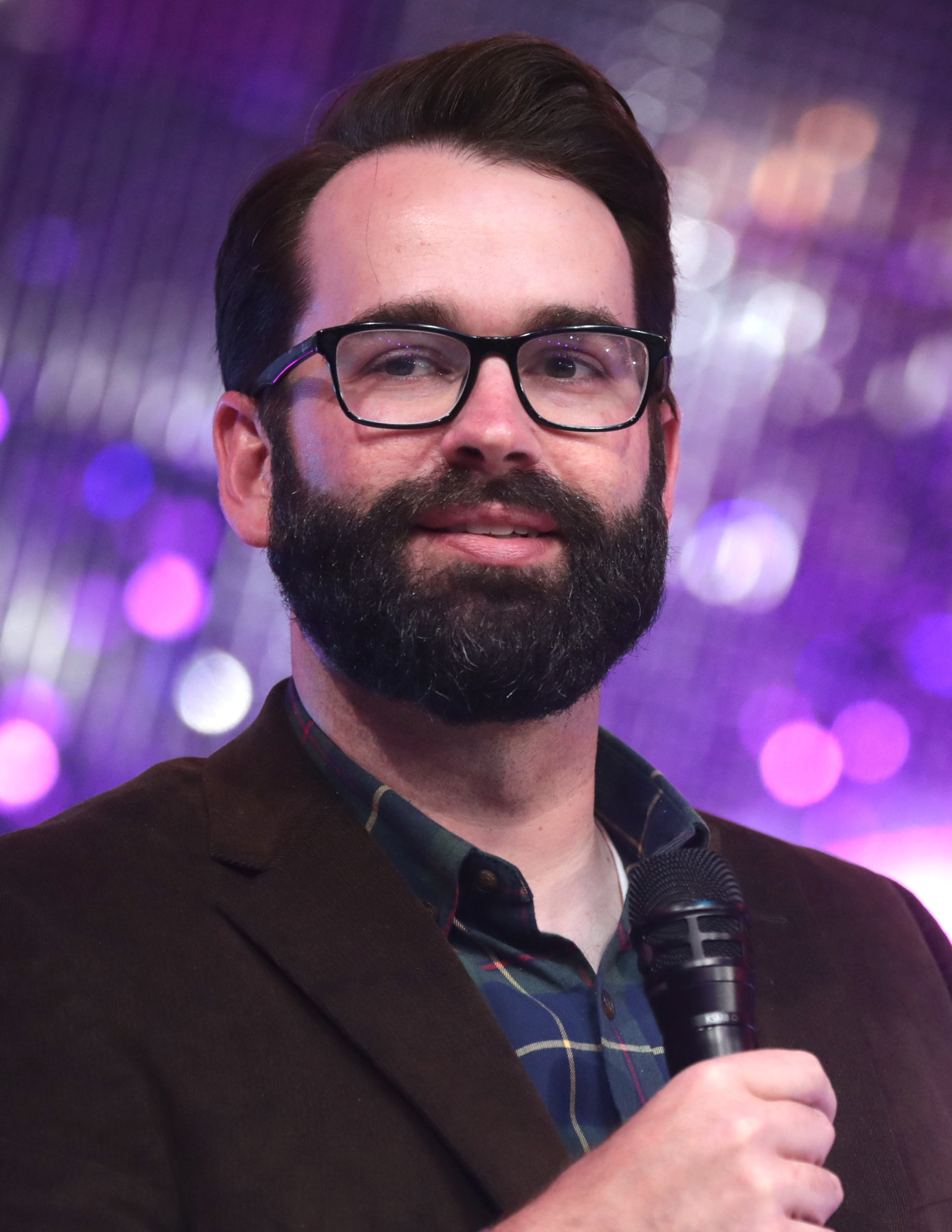
Matt Walsh (2022)

Matt Walsh (* 18. Juni 1986) ist ein konservativer US-amerikanischer politischer Aktivist, Autor, Podcaster und Kolumnist. Er moderiert den Podcast The Matt Walsh Show und schreibt Kolumnen für die konservative  Website The Daily Wire. Er veröffentlichte vier Bücher sowie die Dokumentation What Is a Woman?, die sich mit dem Thema Geschlechtsidentität in den USA auseinandersetzt.
Im Jahre 2010 begann Walsh als Radiomoderator für zwei Sender in Delaware zu arbeiten, bevor er nach Kentucky zog und 2012 seine eigene Website erstellte. Seine Sendung bei dem Radiosender WLAP in Kentucky wurde im Dezember 2013 abgesetzt. 2014 trat er Blaze Media bei. The Daily Wire trat er 2017 bei, wo er 2018 damit begann, die Matt Walsh Show zu moderieren. Walsh ist in mehreren landesweit verbreiteten Veröffentlichungen und Talkshows aufgetreten.
Walsh spricht sich gegen Transgender-Rechte aus und nahm an Kampagnen teil, die sich gegen Gruppen richteten, die Gesundheitsversorgung für Transgender-Personen, insbesondere für Minderjährige, bereitstellen oder fördern. Er führte Kampagnen gegen mehrere Krankenhäuser und verglich die Gesundheitsversorgung für Transgender-Individuen mit dem sexuellen Missbrauch von Kindern, Genitalverstümmelung und Vergewaltigung.

## Karriere
Walsh begann seine Karriere als Radioshow Co-Moderator der The Matt and Crank Program bei dem Sender WZBH 93.5 FM in Georgetown, Delaware. Dort arbeitete er von Anfang 2010 bis zum 1. August 2011. Danach zog er nach Rehoboth Beach in Delaware, wo er weniger als ein Jahr lang für den Sender WGMD 92.7 FM arbeitete. Im Jahr 2012 zog er nach Lexington, Kentucky, wo er für den Sender NewsRadio 630 WLAP arbeitete und eine Website namens „The Matt Walsh Blog“ erstellte, wo er verschiedene Themen von einem konservativen Standpunkt aus behandelte.
Nachdem seine Show abgesetzt worden war, teilte Walsh im Dezember 2013 mit, „das Radio für immer hinter sich zu lassen“, um sich auf seinen Blog zu konzentrieren.
Seine Arbeit für das konservative Medienunternehmen Blaze Media nahm er im Oktober 2014 auf.
Er war auch Mitwirkender bei HuffPost und verfasste ab Oktober 2017 Artikel für The Daily Wire.
Walsh trat unter anderem bei Tucker Carlson Tonight, The Ingraham Angle , Fox and Friends , Dr. Phil sowie dem Podcast The Joe Rogan Experience auf.
Seit April 2018 moderiert er auch die unter der Woche erscheinende The Matt Walsh Show. Diese hat eine Laufzeit von einer Stunde.
Im April 2023 verkündete er, dass die Show auf die Daily Wire Website umziehe, da sein YouTube-Kanal demonetisiert wurde, nachdem er die Transfrau Dylan Mulvaney mehrfach als Mann betitelt hatte.
J. K. Rowling, Elon Musk und mehrere republikanische Gesetzgeber unterstützten die Arbeit von Walsh.
Rowling argumentierte, dass die Arbeit von Matt Walsh Huffpost die „Unverständlichkeit der Geschlechtsidentität entlarve“.
In der Daily Wire-Komödie "Lady Ballers", die am 1. Dezember 2023 erschien, spielte er eine Hauptrolle. In dem Film verkörpert er den Charakter Kris Dilby, einen woken Beatnik.

### Johnny the Walrus
Am 29. März 2022 veröffentlichte der hauseigene Verlag von The Daily Wire, DW Books, Walsh's Kinderbuch Johnny the Walrus. In diesem vergleicht er transgender zu sein damit, sich als Walross zu identifizieren.
Der ehemalige Fox News–Moderator Tucker Carlson bezeichnete das Buch als „urkomisch“.
Laut der konservativen Nachrichtenwebsite The Blaze ist das Buch „ein Versuch, sich gegen die radikale Geschlechtsideologie zu wehren, welche die biologische Realität ablehnt“.
In einem vom Satiriker Andrew Doyle auf der Website UnHerd veröffentlichten Artikel lobte er das Buch dafür, die Indoktrination der Jugend zu verhöhnen.
Die Website LGBTQ Nation prangerte das Buch an, nannte es „Anti-Transgender“ und verspottet die transgeschlechtliche Jugend. PinkNews nannte es „hasserfüllt“ und „transphob“.
Amazon führte es im Dezember 2021 als das meistverkaufte LGBT+ Buch, bevor es seitens des Unternehmens in die Kategorie „politischer und sozialer Kommentar“ verschoben wurde. Die Änderung der Kategorie wurde seitens Matt Walsh als „ein skrupelloser Angriff auf die Rechte der Homosexuellen und ein schreckliches Beispiel der Homophobie und Auslöschung der Homosexuellen“ dargestellt.
Die amerikanische Supermarktkette Target entfernte es noch am selben Tag aus dem Onlineshop.

### What Is a Woman?
Walsh's Online-Dokumentation What is a Woman? wurde von The Daily Wire am 1. Juni, und damit zum Anfang des Pride Month veröffentlicht. Hierin ist Matt Walsh zu sehen, wie er verschiedenen Personen die Frage stellt, was eine Frau sei, und seinen eigenen Standpunkt verteidigt.
Auch in anderen Auftritten, wie zum Beispiel bei der Dr. Phil Show am 19. Januar 2022 zusammen mit transgender und nicht-binären Menschen, stellte er diese Frage.
Am 14. Juni desselben Jahres veröffentlichte Walsh ein auf der Dokumentation basierendes Buch mit dem Titel What Is a Woman?: One Man's Journey to Answer the Question of a Generation. Dieses wurde durch DW Books verlegt.
Die Dokumentation erhielt seitens der Kritiker und politischer Kommentatoren gemischte Rückmeldungen. Kritiker wie zum Beispiel AJ Eckert der Website Science-Based Medicine sowie Erin Rook der LGBTQ Nation verurteilten den Film und bezeichneten ihn als „Propaganda“, „transphobe Lüge“ und „Verneinung der Wissenschaft“.
Erkert verglich den Dokumentarfilm mit dem Anti-Wissenschaftsfilmen Vaxxed und Expelled.
Konservative Kommentatoren, darunter Rich Lowry und Rod Dreher, bewerteten den Film als „fesselnd“ und „exzellent“.
Dimitrije Vojnov vom Sender Radio Television of Serbia behauptete, dass Walsh das rechte Equivalent von Michael Moore sei und genau so voreingenommen sein könne.
Eventbrite untersagte die Vorführung der Dokumentation, da die Richtlinien der Firma keinen Inhalt erlauben, der „Hass, Gewalt oder die Belästigung anderer oder gegen die eigene Person“ billigt. Walsh bestritt, dass die Dokumentation Hass fördere und kritisierte Eventbrite dafür, die Vorführung von Drag Shows zu erlauben, während Kinder sich im Publikum befinden.
Im Februar 2022 behauptete Eli Erlick, ein transgender Aktivist, dass Walsh dutzende Menschen unter falschem Vorwand dazu eingeladen hatte, in der Dokumentation aufzutreten. Kataluna Enriquez, Fallon Fox und andere transgender Personen des öffentlichen Lebens untermauerten diese Behauptung.
Walsh gründete eine Gruppe namens Gender Unity Project, das, so behaupten die Aktivisten, versucht habe, sie zur Mitarbeit im Film zu ködern. Der Twitter-Account der Gruppe sowie die dazugehörige Website wurden kurz nach dem Bekanntwerden der Anschuldigungen entfernt. Erlick behauptete, dass es mindestens 50 andere angeworbene Befragte gab, darunter auch ein 14 Jahre altes transgender Mädchen.
Walsh's College Tour, bei der er seinen Film vorführte und auch selbst auftrat, sorgte an der University of Houston und an der University of Wisconsin für Proteste.
Für den Pride Month im Jahre 2023 machte The Daily Wire die Dokumentation What Is a Woman auf Twitter frei zugänglich.
Der CEO von The Daily Wire, Jeremy Boreing, teilte auf Twitter mit, dass die Plattform einen Plan zurückgezogen habe, das Video zu bewerben. Dieses soll aufgrund von Misgendern geschehen sein. Boreing behauptete, das Video sei unterdrückt worden.
Elon Musk, der CEO von Twitter, hob nach anfänglichem Zögern alle Beschränkungen auf und bewarb selbst das Video. Verantwortliche der Twitter-Abteilung für Vertrauen und Sicherheit verließen das Unternehmen noch am selben Tag.
Bis zum Nachmittag des 2. Juni konnte der Film mehr als 62 Millionen Aufrufe (ehemals Impressionen ) vorweisen, sowie 177 Millionen Aufrufe in der Woche.
Die Werbung für den Film seitens Musk bezeichnete Walsh als „Riesenerfolg“.

## Ansichten
Walsh's Ansichten werden zumeist als rechts und konservativ bezeichnet, jedoch auch als rechtsextrem.
Seine Kommentare werden seitens der Medien manchmal als Trolling oder Provokation bezeichnet. Er selbst bezeichnet sich auf seiner Twitter-Infobox als „theokratischen Faschisten“. Laut Walsh sei dies eine ironische Antwort auf einen Gegner, der diese Bezeichnung als Beleidigung verwendete.
Das Gerichtsverfahren von Kyle Rittenhouse, dem Schützen, der bei einem Protest in Kenosha tödliche Schüsse abgab, das mit einem Freispruch für ihn endete, nannte er „böswillige Strafverfolgung“.
Er sprach sich für ein Verbot von Pornographie aus und unterstützt die Einschränkungen von Abtreibungen. Der Abbau der Ozonschicht sowie saurer Regen sind laut ihm nie schwerwiegende Probleme gewesen. Diese Tweets sind laut Ars Technica „das vorsätzliche Ignorieren einiger sehr gut dokumentierten Ereignisse“.
Walsh ist der Ansicht, dass Cannabis nicht legal sein sollte.
Im Bezug auf das Casting von Halle Bailey für die Live-Action-Version des Filmes Arielle, die Meerjungfrau (2023) meinte Walsh, dass „es aus einer wissenschaftlichen Perspektive nicht viel Sinn ergebe, dass jemand mit einer dunkleren Hautfarbe tief im Ozean lebt“. Er schlug vor, dass die Meerjungfrau stattdessen durchsichtig sein sollte. Die leitende digitale Unterhaltungsredakteurin Lisa France spottete auf CNN über seine Kommentare und sagte, dass „Rassismus leider Realität sei und die Menschen sich dermaßen angegriffen fühlen“.
Später behauptete Walsh, dass „die Rechte der Durchsichtigen auch Menschenrechte seien“.
Auf die Frage eines Zuschauers nannte er Anime „satanisch“. Er fügte hinzu, dass „er kein Argument dafür habe, warum es satanisch ist. Es kommt ihm einfach so vor“.
Multikulturalität bezeichnet er als fehlgeschlagenes Experiment.

### LGBT-Gleichstellung
Walsh ist ein Gegner der Bewegung für LGBT-Rechte und der LGBT-Community, insbesondere der Bewegung für Transgender-Rechte.
Das Markt- und Meinungsforschungsinstitut Gallup veröffentlichte im Februar 2021 eine Studie, die einen deutlichen Anstieg im Vergleich zu vorherigen Generationen der sich der innerhalb der Generation Z der LGBT-Community zugehörig fühlenden Personen, insbesondere der Bisexuellen und Transgender, aufzeigte. Infolgedessen warf Walsh den Medien, Hollywood und dem Schulsystem vor, Kinder in die LGBT-Community zu rekrutieren. Andere, von PinkNews zitierte Kommentatoren, argumentierten, dass Walsh falsch liege und der Anstieg auf andere Faktoren zurückzuführen sei, darunter auch der Abbau von sozialen Stigmata.
Kurze Zeit nach dem Beginn des Angriffskriegs Russlands auf die Ukraine im Februar 2022 warf Walsh dem US-Präsidenten Joe Biden vor, das US-Militär zu verweiblichen und Lesben zu rekrutieren, die laut ihm nicht einmal drei Liegestützen schaffen würden. Auch behauptete er, dass es kein Zufall sei, dass es [der russische Angriffskrieg] dann erfolgte, nachdem Biden das erste Jahr seiner Präsidentschaft damit verbrachte, sein Hauptaugenmerk auf die Wokeness zu legen.
Die The New York Times–Kolumnistin Michelle Goldberg argumentierte, dass Walsh's Kommentare, sowie die anderer rechter Kommentatoren, für einen Anstieg der Gewalt gegenüber LGBT sorgten sowie die Verschlechterung der Stimmung innerhalb der USA bezüglich LGBT.
Das Southern Poverty Law Center (SPLC, deutsch etwa „Rechtszentrum zur Armut des Südens“) beschreibt Walsh als einen der Hausierer mit Angst und Desinformation über LGBT-Menschen im Zuge des Massakers im Club Q im November 2023. Zuvor hatte Walsh behauptet, dass sich das Aussprechen gegen All-Age-Dragshows mit dem Kampf gegen Krebs vergleichen lässt. Der Prozess diese Veranstaltungen zu stoppen sei auch, genauso wie Krebs, kein sanfter oder schmerzloser Prozess. Nach der Schussattacke verurteilte Walsh Kritiker seiner Rhetorik als seelenlose Dämonen und von Grund auf böse. Auch warf er ihnen vor, „die Schussattacke als Mittel zu nutzen um uns dazu zu bringen, die Kastration und Sexualisierung unserer Kinder zu akzeptieren“. Er stellte den Linken auch die rhetorische Frage, warum, wenn sie befürchteten, dass die Kombination von Drag Queens und Kinder zu heftigen Gegenreaktionen seitens der Rechten führte, sie darauf beständen, weiterzumachen. Jeet Heer der Zeitschrift The Nation bezeichnete die Kommentare von Walsh, sowie die einiger anderer rechter Persönlichkeiten, implizit als eine Drohung. Er behauptet, dass „die Rechten versuchen, eine Lynch-Kultur mit LGBT als Ziel zu errichten“.
Im April 2023 verteidigte Walsh Ugandas Anti-Homosexuellen-Gesetz und behauptete, dass LGBT-Rechte in Afrika eine Form von Neokolonialismus seien. Das Gesetz würde eine lebenslange Haftstrafe für Personen, die sich als homosexuell oder bisexuell identifizieren, nach sich ziehen. Den Gegnern des Gesetzes unterstellte er, zu denken, dass Uganda nicht das Recht habe, sich selbst zu regieren und über eine eigene Kultur und Lebensweise zu verfügen.

### Transgender-Gleichstellung
Walsh hat sich wiederholt gegen die Transgender-Community sowie Gender-Ideologie ausgesprochen, insbesondere mit seinem Kinderbuch Johnny the Walrus, seiner Dokumentation What is A Woman sowie Kampagnen, die Krankenhäuser und Schulen involvierten. Er und seine Kampagnen werden manchmal als anti-trans sowie transphob bezeichnet.
Das progressive Magazin The New Republic bezeichnete Walsh als den Transphoben des Jahres 2022 mit der Begründung, dass er sich einen Namen gemacht habe, indem er medizinisches Fachpersonal verteufelt und Verschwörungstheorien über Grooming und Pädophilie innerhalb der LGBT-Szene vorangetrieben habe.
Sich als transgender zu identifizieren, ist laut Walsh eine Wahnvorstellung und Geisteskrankheit. Auch argumentierte er, dass transgender Personen die Logik der Transideologie nicht verteidigen können und dass sie sich dazu aufgemacht haben, die komplette menschliche Gesellschaft umzustrukturieren. Laut ihm ist es das biologische Geschlecht, das entscheidet, ob jemand ein Mann oder eine Frau ist. Er hatte behauptet, dass der Kampf gegen die Gender-Ideologie der letzte Widerstand der westlichen Zivilisation sei. Denn wenn die vernünftige Seite verliere, sei der Kampf verloren.
Die Verabreichung von Hormonen und geschlechtsangleichende Operationen für Jugendliche sei mit sexuellem Missbrauch, der genauso verkommen und schadhaft sei wie Belästigung oder Vergewaltigung, zu vergleichen. Im Mai 2021 nannte Walsh Ärzte, die geschlechtsangleichende Operation an Jugendlichen vornehmen, böse wie die Nazis, Pädophile und Schönheitschirurgen, vergleichbar mit Leatherface aus dem Film The Texas Chainsaw Massacre.
Walsh's Ansichten stehen im Kontrast zu denen der führenden Ärztegruppe. Letztere haben Richtlinien festgelegt, um transgender Jugendliche zu behandeln. Sowohl diese Gruppe als auch einige Nachforschungen haben ergeben, dass das Vorenthalten dieser Behandlungen zu einer steigenden Anzahl an Suiziden sowie anderen psychischen Erkrankungen führen kann. Walsh bezeichnete diese Operationen als Kastration.
Im Jahr 2021 mietete sich Walsh für einen Tag ein Apartment in Virginia, um die Zulassung zu erhalten, sich vor der Schulbehörde von Loudoun County dagegen auszusprechen, dass es transgender Schülern erlaubt ist, das WC zu nutzen, das ihrer Geschlechtsidentität entspricht.
Während seiner Rede, die später auch in seinem Film vorkam, sagte er: „Ihr alle missbraucht Kinder. Ihr habt es auf beeinflussbare Kinder abgesehen, welche ihr in euren verrückten Ideologie-Kult indoktriniert. Ein Kult der über viele fanatische Ansicht verfügt, jedoch ist keine so gestört wie die Idee, dass Jungen Mädchen sind und Mädchen Jungen.“
Im Januar 2022 bannte Twitter den Account von Walsh für 12 Stunden für Tweets, die das Unternehmen als hasserfüllten Inhalt gegen Transgender-Menschen einstufte. Im Oktober desselben Jahres ermutigte Walsh seine Follower dazu, Transgender-Menschen dem falschen Geschlecht zuzuordnen. Er teilte schriftlich mit, dass „wir große Fortschritte gegen die Trans-Agenda machen“ und dass die Übernahme von Twitter durch Elon Musk, die er die „Befreiung von Twitter“ nannte, es erlaube „unsere Bemühungen zu verstärken“.
Als er im November 2022 als Gast im Podcast The Joe Rogan Experience auftrat, wurde er für seine Behauptung, dass „vielleicht Millionen Kindern Pubertätsblocker verabreicht wurden“, hinterfragt. Der Produzent Jamie Vernon mischte sich ein und behauptete, dass innerhalb der letzten fünf Jahre nur 4780 Kindern Pubertätsblocker verschrieben wurden. Walsh senkte seine Schätzung darauf auf „Hunderttausende“ und sagte, er könne falsch liegen.

#### Kampagne gegen Eli Erlick
Im August 2022 warf Walsh dem Transgender-Aktivisten Eli Erlick vor, ein bekennender Drogenhändler zu sein, der es auf Kinder abgesehen habe. Der Grund hierfür ist ein mittlerweile entfernter Instagram-Beitrag, in dem sie vorschlug, den Überhang an Hormontherapie-Verschreibungen, inklusiver hunderter Dosen Testosteron, Estradiol und Spironolactone, kostenfrei an jugendliche Transgender-Individuen innerhalb der Staaten zu verteilen, welche versuchen, Transgender-Gesundheitsversorgung für Minderjährige zu kriminalisieren. Daraufhin meldete Walsh sie bei der University of California, wo sie Doktorandin war. Als die Universität ihm nicht innerhalb eines Tages antwortete, teilte er die Kontaktinformationen mehrerer Vorsitzenden der Universität. Auch drohte er, den Treuhänderausschuss und die Sponsoren der Universität zu kontaktieren und eine Protestbewegung auf dem Campusgelände zu organisieren, wenn die Universität weiterhin nicht antworte. Die Universität teilte mit, dass sie ein starker Unterstützer der sich als transgender identifizierenden Mitglieder der Gemeinschaft sei und Anschuldigungen von illegalen Aktivitäten, Belästigung inbegriffen, ernst nehme. Einige konservative Kommentatoren meldeten Erlick der U.S. Drug Enforcement Administration. Erlick behauptete, niemals untersucht worden zu sein.
Nach Walsh's Aussagen behauptete Erlick, Opfer von Belästigung auf den sozialen Medien zu sein. Dies umfasste Nachrichten mit LGBT-feindlichen Beleidigungen und Gewaltandrohungen. Erlick beschuldigte Walsh von der moralischen Panik bezüglich des Themas Trans zu profitieren, die freie Meinungsäußerung anzugreifen sowie stochastischen Terrorismus zu betreiben. Walsh verneinte, dass seine Taten für stochastischen Terrorismus stehen und argumentierte, dass das Teilen von öffentlich zugänglicher Information keine Belästigung sei.

#### Kampagnen gegen Transgender-Gesundheitsversorgungen anbietende Krankenhäuser
Walsh führte im Jahr 2022 eine Kampagne gegen Krankenhäuser, die Transgender-Gesundheitsversorgungen für die Jugend anbieten. Das Boston Children’s Hospital, ein von Walsh und anderen rechten Personen angeschwärztes Krankenhaus, teilte mit, dass es Opfer von Belästigung, Morddrohungen sowie einer falschen Bombendrohung im August 2022 wurde. Letzteres führte zu der Festnahme einer Frau im September.
Im September 2022 beschuldigte Walsh ein weiteres Krankenhaus, das Vanderbilt University Medical Center (VUMC) sowie die dazugehörige Transgender-Klinik der Stadt Nashville/Tennessee. Während seiner Show behauptete Walsh, dass die Ärzte der VUMC Kinder kastrieren, unter Drogen setzen und verstümmeln. Auf Twitter teilte er mit, dass die VUMC die Transgender-Gesundheitsversorgung als Geldmaschine ansieht und Konsequenzen für das medizinische Personal androhe, das sich verweigert, diese Gesundheitsversorgung bereitzustellen. Auch soll versucht worden sein, zögerliche Eltern von transgender Jugendlichen zur Einwilligung zu zwingen. Er kritisierte das "Trans buddies" Programm der VUMC und bezeichnete die Patientenfürsprecher als Transaktivisten. Die Zeitschrift The New Republic bezeichnete diese Anschuldigungen als Rosinenpickerei von informativem Inhalt and merkte an, dass Walsh einige Ärzte namentlich erwähnte. Der Gouverneur von Tennessee, Bill Lee, und andere Republikaner im selben Staat forderten eine Untersuchung bezüglich des Krankenhauses. Auf Twitter teilte er mit, dass er sich mit den Gesetzgebern von Tennessee treffe, um ein Gesetz zu entscheiden, dass das Krankenhaus stilllegen soll. Die Klinik meldete die Belästigung von und Drohungen gegen das Personal. Auch gab es innerhalb rechtsextremer Gruppen auf den Webseiten Reddit und 4chan Aufrufe zum Mord an und Festnahme von Ärzten der Klinik. Infolgedessen nahm Vanderbilt die Website offline und behauptete, dass Walsh die Fakten über die von ihnen angebotene Gesundheitsversorgung falsch darstellt beziehungsweise darstellte. Am 7. Oktober teilte VUMC mit, dass es die geschlechtsanpassenden Operationen für Minderjährige pausiere und die Praktiken überprüfe. Seit 2018 führt VUMC im Durchschnitt jährlich fünf dieser Operationen an Minderjährigen durch. Alle Patienten waren älter als 16 und besaßen die Zustimmung ihrer Eltern. Bei keinem dieser Patienten wurde eine Operation im Genitalbereich vorgenommen.
Auf einer von The Daily Wire organisierten Demo namens „The Rally to End Child Mutilation“ („Kundgebung zur Beendigung der Verstümmelung von Kindern“), sprach sich Walsh gegen die Transgender-Gesundheitsversorgung für Minderjährige aus. Die Demo, deren Hauptsprecher der republikanische Staatsenator von Tennessee Jack Johnson und der Abgeordnete William Lamberth sowie die Senatorin Marsha Blackburn und die ehemalige Kongressabgeordnete Tulsi Gabbard waren, zog zwischen 1500 und 3000 Menschen an. Hierunter befanden sich sowohl Unterstützer als auch Protestierende.

### Politiker
Nachdem die Gouverneurin von South Dakota, Kristi Noem, es den Unternehmen erlaubte, die Impfung gegen COVID-19 für ihre Angestellten verpflichtend zu machen, kritisierte Walsh sie und behauptete, dass sie nur aufgrund ihrer Attraktivität als Spitzenreiter für die Präsidentschaftswahl in den USA gelte. Noem bezeichnete seinen Kommentar als misogyn. Walsh entgegnete, dass er es nicht bereue, aber Entschuldigungen seitens der performativen Idioten, welche so tun als seien sie beleidigt, akzeptiere.
Als die US-Repräsentantin Alexandria Ocasio-Cortez auf X (ehemals Twitter) Fotos des Hauses ihrer Großmutter in Puerto Rico postete, das vier Jahre nach dem Hurrikan Maria immer noch nicht repariert war, machte sie dem damaligen Präsidenten Donald Trump Vorwürfe, dass er den Wiederaufbau nicht genug unterstütze. Infolgedessen kritisierte Walsh sie dafür, das Geld nicht selbst bereitzustellen. Um für die Reparaturen aufzukommen, begann er Spenden zu sammeln und erreichte eine Summe von 100.000 US-Dollar innerhalb der ersten 24 Stunden. Damit wurde der Zielbetrag von 48.990 US-Dollar übertroffen, aber die Großmutter lehnte die Spenden ab und die Website GoFundMe stellte die Bemühungen ein, nachdem 104.000 US-Dollar gesammelt worden waren. Das gespendete Geld wurde an die Spender zurückgegeben. Auf die Kritik antwortete Ocasio-Cortez „Meiner abuela (spanisch für Großmutter) geht es gut... aber anstatt sich um meine zu kümmern und andere leiden zu lassen, möchte ich die Aufmerksamkeit auf die systematische Ungerechtigkeit eine US-Kolonie zu besitzen lenken, mit der du einverstanden zu sein scheinst.“

### Absagen von Veranstaltungen seitens der katholischen Kirche
Die St. Francis Xavier College Church an der Saint Louis University sagte eine Rede Walsh's ab, welche er mit der Jugendaktivismus-Organisation Young Americans for Freedom als Co-Moderator halten wollte. Matt Walsh's provokative Ansichten bezüglich der Immigration, farbigen Bevölkerungsgruppen, Muslimen und Mitgliedern der LGBT-Community ständen im Konflikt mit Jesus’ großem Gebot, Gott und unseren Nächsten zu lieben. Infolgedessen hielt er seine Rede an einem anderen Standort in St. Louis ab.
2023 verweigerte die University of San Diego, eine private katholische Bildungseinrichtung, Walsh das Recht eine Rede auf dem Campus zu halten. Dies wurde damit begründet, dass die Universität seine Ansichten als schwer beleidigend ansahen.

## Privatleben
Walsh ist praktizierender Katholik und lebt in Nashville, Tennessee.
Mit seiner Ehefrau Alissa Ann Walsh hat er sechs Kinder.

## Werke
- The Unholy Trinity: Blocking the Left's Assault on Life, Marriage, and Gender. New York: Crown Publishing Group (2017)
- Church of Cowards: A Wake-Up Call to Complacent Christians. Washington, DC: Regnery Gateway (2020)
- Johnny the Walrus. Illustrations by K. Reece. Nashville, TN: DW Books (2022)
- What Is a Woman?: One Man's Journey to Answer the Question of a Generation. Nashville, TN: DW Books (2022)

## Filmographie
| Jahr | Titel           | Filmart       | Rolle                |
| ---- | --------------- | ------------- | -------------------- |
| 2022 | What is a Woman | Dokumentation | Er selbst            |
| 2023 | Lady Ballers    | Film          | Kris Dilby/Er selbst |